# How-to-vote card

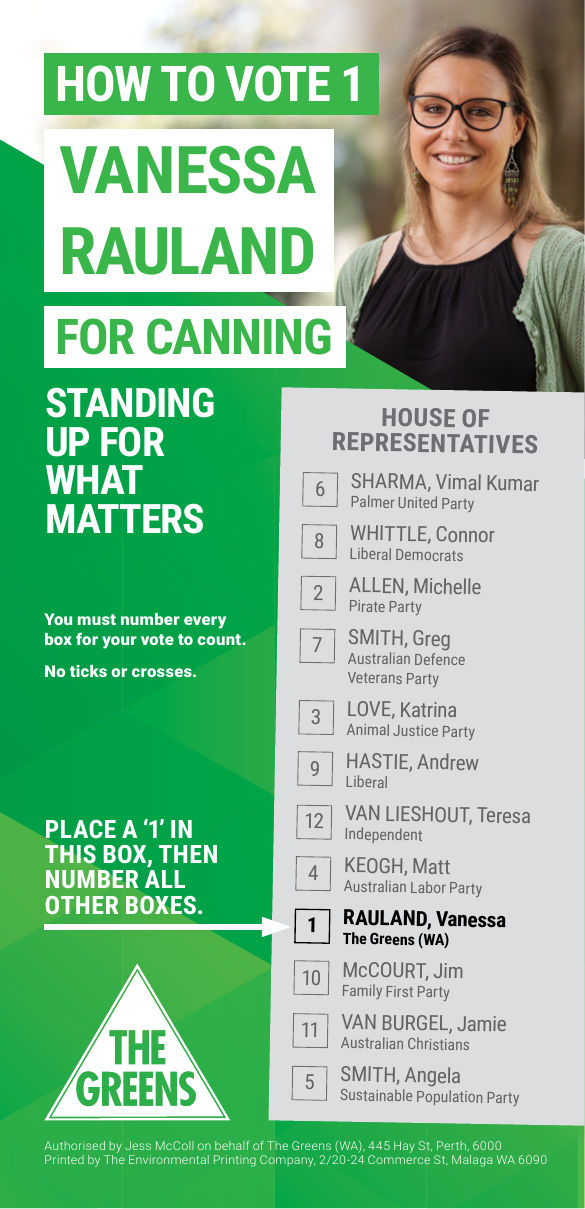

Le How-to-vote cards sono volantini distribuiti da alcuni volontari durante le elezioni in Australia. Per le elezioni della Camera dei Rappresentanti, il paese usa un particolare sistema elettorale dove si assegnano dei numeri ai candidati di ogni collegio. Ogni votante deve valutare i candidati al ballottaggio per validificare il proprio voto. Numerosi sono i candidati al ballottaggio, alcuni di pubblico profilo, quindi è difficile per i votanti preferirne uno all'altro.
Questi volantini servono a supportare i votanti con le loro elezioni. Contengono dettagli sui candidati o i partiti ed anche istruzioni su come segnalare il proprio voto di preferenza come richiede il partito. I votanti non sono obbligati a eseguire la procedura descritta nei volantini. A volte tra i partiti politici vengono protratti affari per favorirsi a vicenda attraverso le carte how-to-vote.